# Roberto Hernández (Fußballspieler, 1994)
Roberto Hernández, vollständiger Name Roberto Carlos Hernández Rodríguez, (* 20. März 1994 in Montevideo) ist ein uruguayischer Fußballspieler.

## Karriere
Roberto Hernández gehörte zu Beginn seiner Karriere in der Saison 2013/14 dem seinerzeitigen Erstligisten Miramar Misiones an, der am Saisonende abstieg. Mitte 2014 wechselte er gemeinsam im "Paket" mit den ebenfalls vom uruguayischen Spielerberatungsunternehmen Global Business Group vertretenen Uruguayern Yonatthan Rak und Martín Boselli nach Spanien zum in der Segunda División B antretenden und zu jener Zeit von seinem Landsmann Julio César Ribas trainierten FC Cartagena und absolvierte dort die Saisonvorbereitung. Allerdings wird er bereits in der Apertura 2014 wieder in Reihen von Miramar Misiones geführt und lief für die Montevideaner in jener Halbserie in fünf Spielen (kein Tor) der Segunda División auf. Die Rückkehr beruhte dabei offenbar auf Problemen mit den Aufenthaltserlaubnissen und Arbeitsverträgen der uruguayischen Spieler. Zum 1. Januar 2015 war sodann beabsichtigt, die Einschreibung bei der Real Federación Española de Fútbol vorzunehmen. Im Januar 2015 wurde er auch von der uruguayischen Presse als Abgang mit Ziel Cartagena nach der Apertura 2014 vermeldet. Dennoch bestritt er ab April 2015 auch in der Clausura weitere Ligaspiele für Miramar Misiones, für die er somit in der Saison 2014/15 in neun Saisonspielen (kein Tor) auflief. Im Juli 2015 wechselte er nach Las Piedras zu Juventud. In der Spielzeit 2015/16 bestritt er für den Klub 22 Erstligaspiele (kein Tor). In der Saison 2016 absolvierte er sechs Erstligapartien und schoss ein Tor.